# 公山镇
公山镇，是中华人民共和国四川省巴中市南江县下辖的一个乡镇级行政单位。2019年12月，撤销流坝乡，设立公山镇。以原流坝乡和原南江镇长坪村、渔坝村、双元村、白鹤村、石光村、三溪村、文安村、桃红村、金碑村及原东榆镇东榆社区、石矿社区、桥坝社区、永红村、五星村、同心村、卫星村、长丰村、民主村、土寨村、战斗村、响水村、桥坝村、田塝村、跃进社区3至9组所属行政区域为公山镇的行政区域。

## 行政区划
公山镇下辖以下地区：
甘溪社区、金台村、高峰村、赤坝村、梅岭村、黑山村、华营村、甘溪村、杨槐村和林河村。